# Monstera acacoyaguensis
Monstera acacoyaguensis är en kallaväxtart som beskrevs av Eizi Matuda. Monstera acacoyaguensis ingår i släktet Monstera och familjen kallaväxter. Inga underarter finns listade.